# Inkigajo
Inkigajo (korejsky 인기가요; anglicky The Music Trend, dříve Popular Song) je jihokorejský hudební televizní pořad, vysílaný na stanicích SBS, SBS F!L a SBS M. Živě se vysílá na SBS v neděli od 15:50 do 16:50 z SBS Open Hall v Dungčchon-dongu v Soulu.

## Historie
Inkigajo se začalo vysílat v roce 1991, ale na podzim roku 1993 bylo nahrazeno pořadem TV Gayo 20 (TV 가요20). V roce 1998 bylo Inkigajo obnoveno i s původním názvem a formátem. V roce 2003 byl původní formát žebříčku oblíbených písní nahrazen novým žebříčkem, Take 7, v němž se objevuje sedm nejpopulárnějších umělců týdne. Nejoblíbenější interpret získává cenu za Mutizen Song.
Na jaře 2007 začal být program, ve snaze zvýšit sledovanost, vysílán živě a zároveň došlo ke změně anglického názvu na The Music Trend. Na jaře 2010 se program rozšířil na 70 minut, se začátkem v 15:50 každou neděli.
Dne 10. července 2012 SBS oznámila odstranění systému hodnocení Take 7 a ocenění Mutizen Song. Vysvětlila to tím, že je přesvědčena, že spíše než systém hodnocení je důležitější celosvětově uznávaný žánr K-pop. Přepracovaná show bez Take 7 a Mutizen Song se začala vysílat 15. července 2012. 
Dne 3. března 2013 SBS oznámila návrat k hodnocení a společně s Circle Chart vznikl nový žebříček Inkigayo Chart, který se začal používat 17. března 2013.